# Gadulka

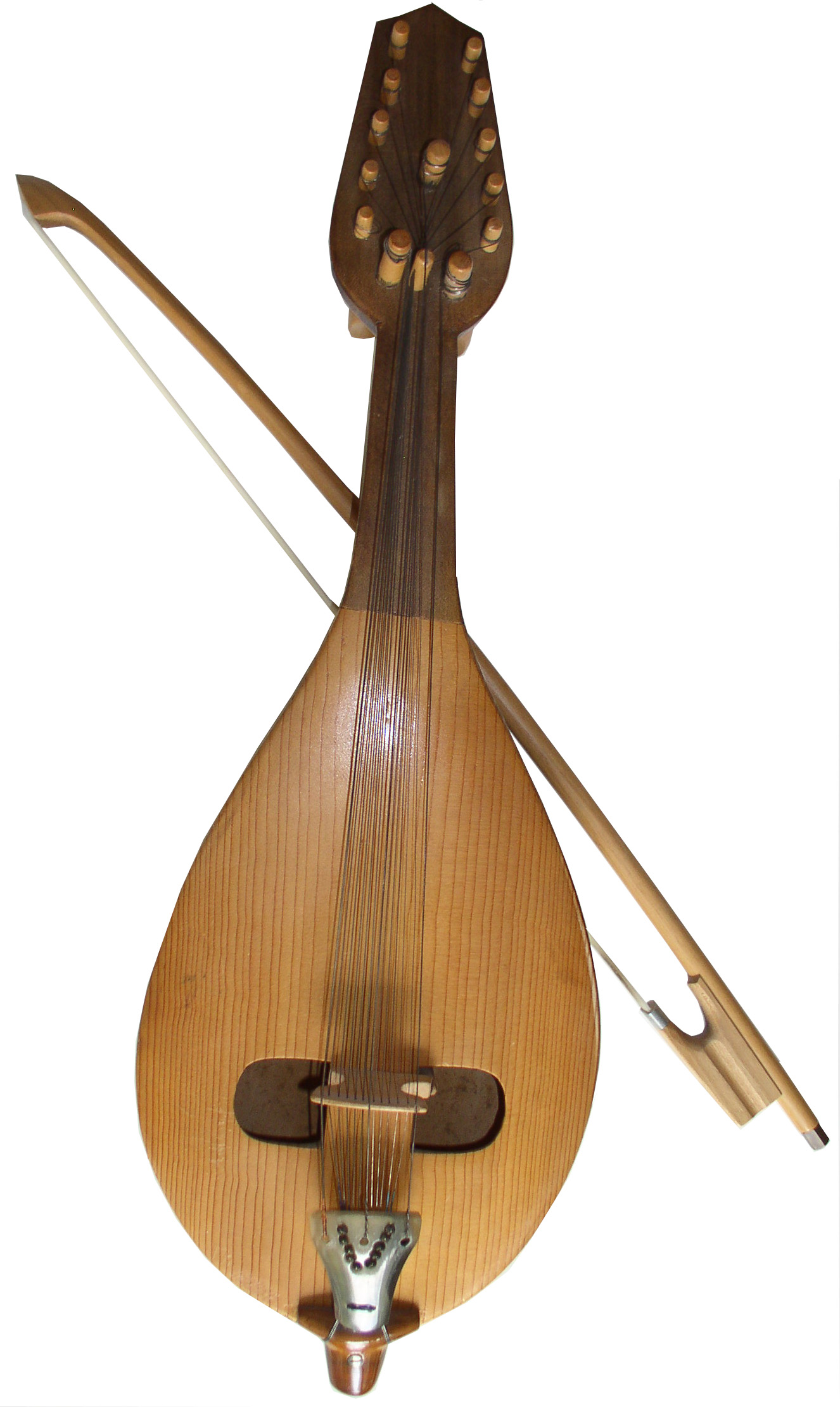
Gadulka

Gadulka (bulg. Гъдулка, transkribiert Gădulka) ist ein Streichinstrument, das in Nordbulgarien, im Balkangebirge (Zentralbulgarien) und in der Region Thrakien (Südostbulgarien) gespielt wird. Die Gadulka ist von der Bauform eine Schalenhalslaute und gehört mit der ebenfalls gestrichenen Gusle und der gezupften Tambura zu den drei in der bulgarischen Volksmusik gespielten Saiteninstrumenten.

## Bauform
Die Gadulka besteht zusammen aus einem schalenförmigen Korpus, der sich zu einem kurzen geraden Hals verjüngt und an den Wirbeln mit einer seitlichen Verbreiterung zur Aufnahme der hinterständigen Wirbel abschließt. Korpus und Hals werden aus einem Holzblock herausgeschnitten. Als Material dient meist Nussbaum-, Ahorn- oder Maulbeerbaumholz. Die Decke besteht aus hellerem Tannenholz und wird am Rand aufgeleimt.
Die Gadulka ist gewöhnlich mit drei oder vier, selten mit mehr Saiten bespannt. In früheren Zeiten gab es auch zweisaitige Gadulki. Die wichtigste Funktion kommt der ersten Saite zu, auf der die Melodie gespielt wird. Die Gadulka hat drei Melodiesaiten (meistens gestimmt in A E A’) und acht bis zehn Resonanzsaiten. Die Resonanzsaiten werden nicht gestrichen und gegriffen, sie sind sehr dünn, liegen unter den Melodiesaiten und haben die Aufgabe, die Resonanz der gespielten Töne zu vergrößern. Das Instrument wird im Sitzen auf den Schoß gestützt oder im Stehen mit einem Schultergurt gespielt.
Traditionell wird ein Holzbogen mit Rosshaarbespannung verwendet, ein normaler Geigenbogen erfüllt jedoch den gleichen Zweck. Das Holz des Bogens ist meist aus Kirschholz oder Weide.
Im Vergleich zur Violine sind bei der Gadulka die Melodiesaiten sehr weit vom Hals entfernt, so dass ein Herunterdrücken auf das Griffbrett unmöglich wäre – auf ein Griffbrett wird daher komplett verzichtet, ebenso auf einen Obersattel. Die Saiten werden also frei gedrückt, beim Greifen nur berührt, nicht niedergedrückt. Dies führt zu dem eher dumpfen, spezifischen Ton des Instruments, der dem Klang der Bratsche in ihrem tiefen Register nahekommt. Die Tonerzeugung wird durch die frei gedrückten Saiten insgesamt schwieriger als auf einer Violine.

## Stimmung
Am weitesten verbreitet ist die dreisaitige Gadulka. Die Saiten werden in den verschiedenen Folkloreregionen Bulgariens unterschiedlich gestimmt. Sehr populär ist die „nördliche Stimmung“, bei der die erste Saite auf a1 gestimmt ist, die zweite auf a der kleinen Oktave, die dritte auf e1. Die Melodie wird meistens auf der ersten und dritten Saite gespielt.
Die „thrakische Stimmung“ ist der nördlichen ähnlich. Die Anordnung der Saiten ist jedoch anders. Die erste Saite ist auf a1, die zweite auf e1 und die dritte auf a der kleinen Oktave gestimmt. Diese thrakische Gadulka hat den verhältnismäßig größten Tonumfang. Die Melodie wird auf allen drei Saiten gespielt. Ziemlich populär ist die „Zigeunerstimmung“: Erste Saite a1, zweite e1, dritte d1. Die Melodie wird hauptsächlich auf den ersten beiden Saiten ausgeführt. Die viersaitigen Gadulki werden auch anders gestimmt, grundsätzlich bleibt aber das Verhältnis der Saiten zueinander ähnlich wie die erwähnten Stimmungen der dreisaitigen Gadulka. Die vierte Saite wird in einer Sekund, Oktave, Quint oder Quart zur dritten gestimmt.
Der Tonumfang der Gadulka ist klein. So erzeugt die thrakische Gadulka, die den größten Tonumfang hat, Töne innerhalb einer Duodezime – vom a der kleinen Oktave bis zum e2. Nur sehr gute Spieler können den Tonumfang auf zwei Oktaven erweitern.

## Verbreitung
Von den Streichinstrumenten ist die Gadulka, ein altes slawisches Instrument, heute in Bulgarien am weitesten verbreitet. Sie ist in vielen Gebieten das dominierende Volksinstrument, fehlt jedoch z. B. in den Rhodopen und in einem Teil des Pirin-Gebirges. Die Gadulka ist das Lieblingsinstrument der alten Volkssänger zur Begleitung von epischen und fröhlichen Liedern, wird aber auch als Soloinstrument verwendet. Im Volksorchester von heute nimmt die Gadulka den Platz der Streichinstrumente des Symphonieorchesters ein. Es wurden auch neue Instrumente, die auf der Gadulka basieren, eingeführt. Diese sind die Viola-Gadulka, die Cello-Gadulka und die Bass-Gadulka.
Ein verwandtes dreisaitiges Streichinstrument in Russland ist die Gudok. Zu Herkunft und Verbreitung osteuropäischer Streichlauten allgemein siehe: Husle.